# Sigrid Goethals
Sigrid Goethals (Halle, 23 maart 1968) is een Belgische Vlaams-nationalistisch politica voor de N-VA.

## Biografie
Goethals studeerde in 1993 af als licentiate in de farmacie aan de Vrije Universiteit Brussel en leidde tussen 1993 en 2021 haar eigen apotheek in Ganshoren. Van 2015 tot 2021 was ze ondervoorzitter van de Orde der Apotheken in Vlaams-Brabant.
Sinds januari 2013 is Goethals voor N-VA gemeenteraadslid van Asse, van 2013 tot 2018 zetelde ze in de oppositie. Van januari 2019 tot december 2024 was zij vervolgens schepen voor Lokale Economie, Integratie, Vlaams Beleid, Participatie en Ontwikkelingssamenwerking. Na de gemeenteraadsverkiezingen van oktober 2024 belandde ze weer in de oppositie van Asse.
Bij de federale verkiezingen van mei 2019 stond Sigrid Goethals als tweede opvolger op de N-VA-lijst in de kieskring Vlaams-Brabant. In september 2020 legde ze de eed af in de Kamer van volksvertegenwoordigers, in opvolging van Jan Spooren, die tot provinciegouverneur van Vlaams-Brabant was benoemd. In de Kamer ging Goethals zich bezighouden met het beleid rond de geïntegreerde politie, de federale ambtenarij en administratieve vereenvoudiging, alsook de belangen van de Vlaamse Rand verdedigen. Bij de federale verkiezingen in juni 2024 werd ze als lijstduwer in Vlaams-Brabant niet herkozen als Kamerlid.